# Pojemność wdechowa

Podstawowe objętości i pojemności płuc.
Legenda
TLC – całkowita pojemność płuc
VC – pojemność życiowa
RV – objętość zalegająca
IC – pojemność wdechowa
FRC – czynnościowa pojemność zalegająca
IRV – objętość zapasowa wdechowa
TV – objętość oddechowa
ERV – objętość zapasowa wydechowa

Pojemność wdechowa (ang. inspiratory capacity, IC) – pojemność płuc mierzona podczas badania spirometrycznego będąca maksymalną objętością powietrza jaką można dostarczyć do płuc w trakcie maksymalnego wdechu. Jest sumą objętości oddechowej (TV) i objętości zapasowej wdechowej (IRV).